# Negredo
Negredo – gmina w Hiszpanii, w prowincji Guadalajara, w Kastylii-La Mancha, o powierzchni 18,34 km². W 2011 roku gmina liczyła 26 mieszkańców.